# Списак страних серија
Ово је списак неких страних серија приказаних на српским ТВ станицама.
|  |  |  |  |  |  |  |  |  |  |  |  |  |  |  |  |  |  |  |  |  |  |  |  |  |  |  |  |  |  |

## 0—9
- 11.22.63 (11.22.63)
- 1400 грама (The 1400)
- 24 часа (24)
- 4400 (The 4400)
- 8 Једноставних правила (8 simple rules)

## А
- Адвокатура (The Practice)
- Али Мекбил (Ally McBeal)
- Алијас (Alias)
- Алкатраз (Alcatraz)
- Ало, ало! ('Allo 'Allo)
- Алф (Alf)
- Алфред Џонатан Квак (Alfred J. Kwak)
- Амерички тата! (American Dad!)
- Андромеда (Andromeda)
- Апсолутно фантастичне (Absolutely Fabulous)
- Атомски мрав (Atom Ant)

## Б
- Бафи, убица вампира (Buffy the Vampire Slayer)
- Беверли Хилс, 90210 (Beverly Hills 90210)
- Бекство из затвора (Prison Break)
- Без гаћица (Undressed)
- Без трага (Without a trace)
- Бени Хил (The Benny Hill Show)
- Бетмен: Анимирана серија (Batman: The Animated Series)
- Бивис и Батхед (Beavis and Butt-head)
- Боб и Роуз (Bob & Rose)
- Бог, Ђаво и Боб (God, the Devil and Bob)
- Болница Холби (Holby City)
- Болница Чикаго (Chicago Hope)
- Боље позовите Сола (Better Call Saul)
- Бостонски адвокати (Boston Legal)
- Боунс (Bones)
- Братства и сестринства (Greek)
- Браћа по оружју (Band of Brothers)
- Брачне воде (Married with children)
- Бројеви (Numb3rs)
- Бронко (Bronco)

## В
- Вампирски дневници (The Vampire Diaries)
- Веселе осамдесете (That '80s Show)
- Веселе седамдесете (That '70s Show)
- В. И. П (V.I.P)
- Вокер, тексашки ренџер (Walker, Texas Ranger)
- Вредни господин Пајсер (Working)

## Г
- Гилморове (The Gilmours)
- Градић Провиденс (Providence)
- Глад (The Hunger)
- Грејсин Живот (Grace Under Fire)
- Гром у рају (Thunder in paradise)
- Гордост (Orgoglio)
- Господар звери (Beastmaster)
- Госпођа (La señora)

## Д
- Да Винчијеви демони (Da Vinci's Demons)
- Дадиља (The Nanny)
- Далас (Dallas)
- Дарма и Грег (Dharma & Greg)
- Даунтонска опатија (Downton Abbey)
- Два момка и девојка (Two Guys and a Girl)
- Два и по мушкарца (Two and a half men)
- Два метра под земљом (Six Feet Under)
- Деграси (Degrassi, the next generation)
- Дедвуд (Deadwood)
- Дејмон (Damon)
- Декстер (Dexter)
- Дигимони (Digimon)
- Династија (Dynasty)
- До коже (Skins)
- Добра жена (The Good Wife)
- Док нас смрт не растави ('Til Death)
- Доктор Бекер (Becker)
- Доктор Хаус (House, M.D.)
- Доктор Ху (Doctor Who)
- Домовина (Homeland)
- Досије Дрезден (The Dresden Files)
- Досије икс (The X-Files)
- Досије Вистлер (Whistler)
- Досонов свет (Dawson's Creek)
- Доушници (The Wire)
- Драги Џоне (Dear John)
- Дрвене ограде (Picket Fences)

## Е
- Ед, Ед и Еди (Ed, Edd, and Eddy)
- Ерик под стресом [Унезверени Ерик] (Stressed Eric)
- Еурека (Eureka)

## Ж
- Жива ватра (Wild fire)
- Живот по Дејву (Dave's World)
- Живот према Џиму (According to Jim)
- Живот на Марсу (Life on the Mars)
- Живети са Френ (Living with Fren)
- Живети свој живот (This Life)

## З
- Заједница (Community)
- Западно крило (The West Wing)
- Звоно као спас (Saved by the Bell)
- Зелена трава (The Green Green Grass)
- Злочиначки умови (Criminal Minds)
- Злочини из прошлости (Cold case)
- Змајева кугла (Dragon Ball)
- Зона сумрака (The Twilight Zone)
- Звер (The beast)

## И
- Игра престола (Game of Thrones)
- Изгубљена соба (The Lost room)
- Изгубљени (Lost)
- Инспектор Морс (Inspector Morse)
- Истражитељи из Мајамија (CSI: Miami)
- Изгубљена част (Fatmagül'ün suçu ne?)

## Ј
- Јужни Бруклин (Brooklyn south)
- Једном Давно (Once Upon A Time)
- Јужњачко срце (Hart of Dixie)

## К
- Керини дневници (The Carrie Diaries)
- Како сам упознао вашу мајку (How I met your mother)
- Како спасити Грејс (Saving Grace)
- Калифорникација (Califonication)
- Капри (Capri)
- Каролина у граду (Caroline in the City)
- Картел (El cartel)
- Катринавил (K-Ville)
- Касл (Castle)
- Кафић Уздравље (Cheers)
- Кобра (Alarm für Cobra 11 – Die Autobahnpolizei)
- Код Лиоко (Code Lyoko)
- Козби (Cosby)
- Козбијев шоу (The Cosby Show)
- Ко је Саманта? (Samantha Who?)
- Корак по корак (Step by Step)
- Корак напред (Un Paso Adelante)
- Крај параде (Parade's End)
- Краљ брда (King of the Hill)
- Краљ комшилука (The King of Queens)
- Краљевићи (The Royle Family)
- Кртица (The Handler)
- Кућа лутака (Dollhouse)
- Кућа моде (Fashion house)
- Куд пукло да пукло (Kud puklo da puklo)

## Л
- Лажи ме (Lie to me)
- Ларго (Largo Winch)
- Лас Вегас (Las Vegas)
- Летећи циркус Монтија Пајтона (Monty Python's Flying Circus)
- Ли Еванс - и шта сад (Lee Evans - So What Now?)
- Лудо заљубљени (Mad About You)
- Лудо и брзо (The Fast Show)
- Ловци на благо (Replic hanter)
- Ловци на натприродно (Supernatural)

## Љ
- Љубавнице (Mistresses)
- Људи са Менхетна или Момци са Медисона (Mad Men)

## М
- Малколм у средини (Malcolm in the Middle)
- Медијум (Medium)
- Мелроуз Плејс (Melrose Place)
- Ментал (Mental)
- Менталиста (The Mentalist)
- Месец Команчија (Comanche Moon)
- Место злочина: Лас Вегас (CSI: Las Vegas) - (CSI: Crime Scene Investigation)
- Место злочина: Њујорк (CSI: NY)
- Меш (M*A*S*H)
- Миленијум (Millennium)
- Млади и несташни (The Young and the Restless)
- Млади принц са Бел Ера (The Fresh Prince of Bel-Air)
- Models Inc. (Models Inc.)
- Модерна породица (Modern Family)
- Мој такозвани живот (My So-Called Life)
- Моје драге комшије (Aqui no hay quien viva)
- Манк (Monk)
- Моћни ренџери (Mighty Morphin' Power Rangers)
- Мрежа (Dragnet)
- Мућке (Only Fools and Horses)

## Н
- (NCIS)
- На ивици (The Edge)
- Нацртани заједно (Drawn Together)
- Наш тајни живот (The Secret Life of Us)
- Неочекивани живот (Life unexpected)
- Непредвидива Сузан (Suddenly Susan)
- Непристојни људи (Men Behaving Badly)
- Нестали (1-800-Missing)
- Несташне године (Heartbreak High)
- Неш Бриџис (Nash Bridges)
- Нинџа корњаче (Teenage Mutant Ninja Turtles)
- Нови Амстердам (New Amsterdam)

## Њ
- Њујоршки плавци (NYPD Blue)
- Њушкала (Snoops)

## О
- Од муке до науке (Growing Pains)
- Одважни и лепи (The Bold and the Beautiful)
- Одељење за убиства: Живот на улици (Homicide: Life on the Street)
- Одстрел (Burn notice)
- Ожених се вештицом (Bewitched)
- Округ Оринџ (The O.C.)
- Окружен мртвима (The Walking Dead)
- Опасна игра (Damages)
- Освета (Revenge)
- Откачена плавуша (Clueless)
- Офис (The office)
- Очајне домаћице (Desperate Housewives)

## П
- Паков свет (Los hombres de Paco)
- Пандур (Copper)
- Парови (Coupling)
- Плажа Фалкон (Falcon beach)
- Платинум (Platinum)
- Поаро (Poirot)
- Поглед у будућност (Flash Forward)
- Позориште Реја Бредберија (The Ray Bradbury Theatre)
- Поверење (Trust)
- Поверљиво из кухиње (Kitchen confidential)'
- Покемони (Pokémon)
- Породица Адамс (The Addams Family)
- Породица Серано (Los Serrano)
- Породица Сопрано (The Sopranos)
- Породични човек (Family Guy)
- Пороци Мајамија (Miami Vice)
- Последњи час (Eleventh hour)
- Посредник (The cleaner)
- Полицијска академија (Police academy)
- Посетиоци (V)
- Права крв (True Blood)
- Праведник (Justified)
- Прави детектив (True Detective)
- Први понедељак (First monday)
- Први талас (First Wave)
- Приватна пракса (Private practice)
- Пријатељи (Friends)
- Прилагоди се (Minor Adjustments)
- Прљава значка (The Shield)
- Прљави полицајци (Dark Blue)
- Прљави секси новац (Dirty Sexy Money)
- Пут за Ејвонли (Road to Avonlea)

## Р
- Регретси (Rugrats)
- Ред и закон (Law & Order)
- Ред и закон: Злочиначке намере (Law & Order: Criminal Intent)
- Ред и закон: Одељење за жртве (Law & Order: Special Victims Unit)
- Режи ме (Nip/Tuck)
- Рим (Rome)
- Рен и Стимпи (Ren and Stimpy)
- Робин худ (Robin hood)
- Роботек (Robotech)
- Ружна Бети (Ugly Betty)
- Рањено срце (TIS AGAPIS MAHERIA)

## С
- Сабља и Звездани Шерифи (Saber Rider and the Star Sheriffs)
- Сабрина (Sabrina, The Teenage Witch)
- Садамова кућа (House of Saddam)
- Сајнфелд (Seinfeld)
- Саут Бич (South beach)
- Саут Парк (South Park)
- Свемирска крстарица - Галактика (Battlestar Galactica)
- Свемирски брод Свитац (Firefly)
- Сви воле Рејмонда (Everybody Loves Raymond)
- Сви мрзе Криса (Everybody Hates Chris)
- Сви градоначелникови људи (Spin City)
- Свита (Entourage)
- Седмо небо (7th Heaven)
- Секс и град (Sex and the City)
- Серанови (Los Serrano)
- Сибил (Cybill)
- Силиконске лепотице (Sin tetas no hay paraíso)
- Симпсонови (The Simpsons)
- Синови анархије (Sons of Anarchy)
- Скок у будућност (Flashforward)
- Скоро савршена (Less Than Perfect)
- Слободни стрелци (Just Shoot Me)
- Слепа правда (Blind justice)
- Случајни партнери (Moonlihting)
- Смолвил (Smallville)
- SMS (SMS - Sin miedo a soñar)
- Солирање (Living Single)
- Стажисти (Scrubs)
- Стална мета (Person of Interest)
- Страст и жеља (Desire)
- Судећи по Ејми (Judging Amy)
- Сунђер Боб Коцкалоне (Spongebob Squarepants)
- Сутрашње издање (Early edition)

## Т
- Тачка усијања (G-spot)
- Таблоид (Dirt)
- Тајне Палм Спрингса (Hidden Palms)
- Твин Пикс (Twin Peaks)
- Телетабиси (Teletubbies)
- Тера нова (Terra Nova)
- Тихи сведок (Silent Witness)
- Тјудори (The Tudors)
- Томас и другари (Thomas and Friends)
- Трансформерси (Transformers)
- Трачара (Gossip Girl)
- Трећи камен од Сунца (3rd Rock from the Sun)
- Три Хил (One Tree Hillle)
- Тропска врелина (Tropical Heat)
- Трка око света (The amazing race)
- Труин Позив (Tru Calling)
- Топло хладно (Cold Feet)
- Торчвуд (Tourchwood)

## У
- Убиства у Мидсомеру (Midsomer Murders)
- Увек је сунчано у Филаделфији (It's Always Sunny in Philadelphia)
- Увод у анатомију (Grey's Anatomy)
- Уврнути (Cracked)
- Уједињене државе Таре (United states of Tara)
- Улица наде 413 (413 Hope St.)
- Ургентни центар (ER)
- Усамљени револвераши (The Lone Gunmen)

## Ф
- Фарскејп (Farscape)
- ФБИ (The F.B.I.)
- Филаделфија (Philly)
- Фрејжер (Frasier)
- Фринџ (Fringe)
- Футурама (Futurama)

## Х
- Ханибал (Hannibal)
- Харперово острво (Harper's Island)
- Хаф (Huff)
- Хероји (Heroes)
- Хотел Вавилон (Hotel Vavilon)
- Холивуд Сафари (Hollywood Safari)
- Хоуп и Фејт (Hope and Faith)

## Ц
- Царство порока (Boardwalk Empire)
- Црни анђео (Dark Angel)
- Црна Гуја (Blackadder)

## Ч
- Чак (Chuck)
- Чари (Charmed)
- Чаробњаци са Вејверли плејса (Wizards of Waverly Place)
- Чарлијеви анђели (Charlie's Angels)
- Чиста хемија (Breaking Bad)
- Чистач (The Fixer)
- Чувари плаже (Baywatch)
- Чудније ствари (Stranger Things)

## Џ
- ЏЕГ: Војни Адвокати
- Џерико (Jericho)
- Џои
- Џонатан Крик

## Ш
- Шапат духова (Ghost Whisper)
- Шерлок (Sherlock)
- Штребери (The Big Bang Theory)
- Штрумпфови (The Smurfs)